# The Escape (film, 1914)

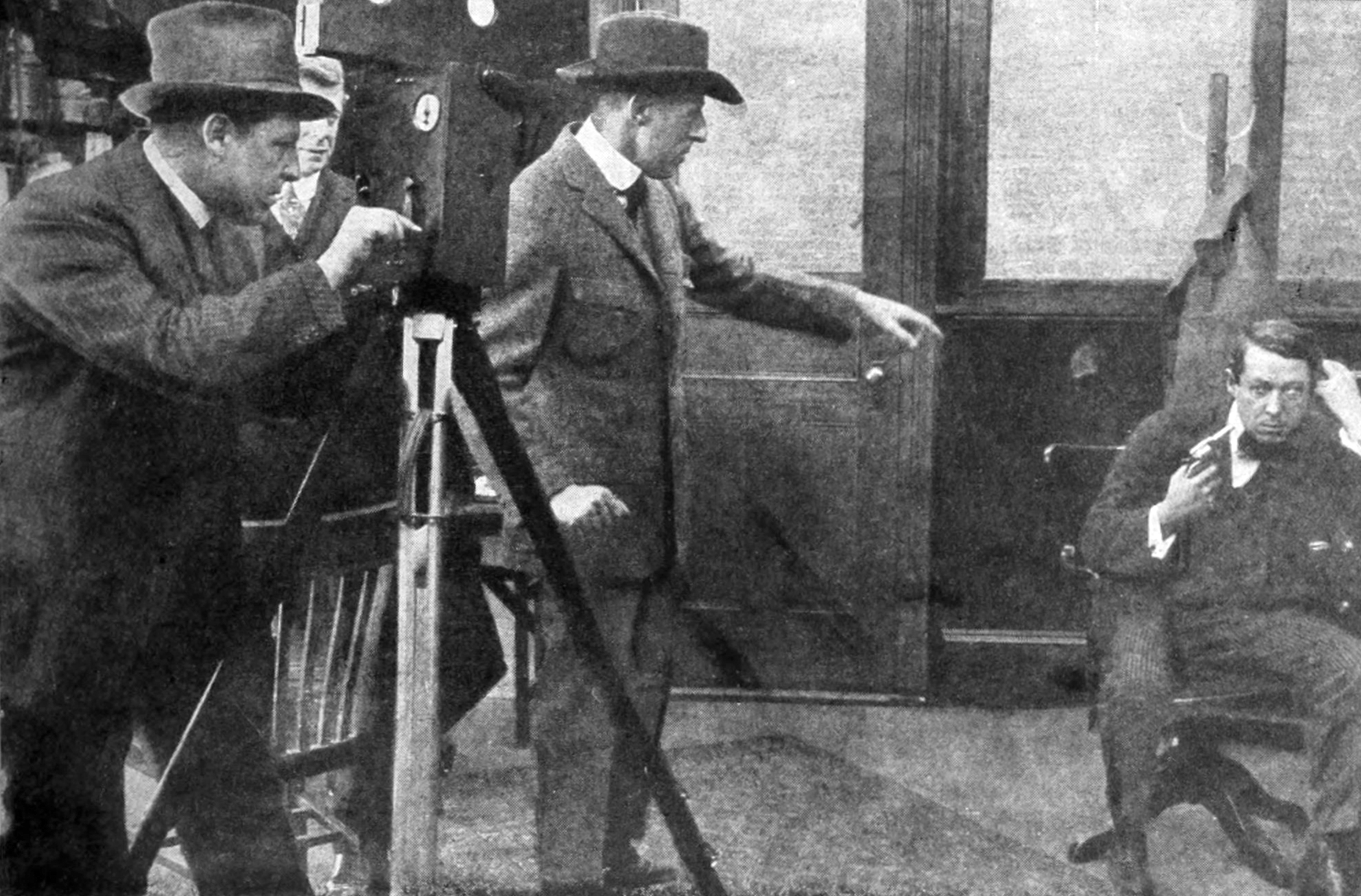
Image du tournage de The Escape (1913). A gauche, Billy Bitzer. Au centre: D.W. Griffith. A droite, Henry B. Walthall.

Pour les articles homonymes, voir The Escape.

The Escape est un long métrage de D. W. Griffith sorti en 1914. Il est considéré comme perdu.

## Fiche technique
- Réalisation : David Wark Griffith
- Scénario : Paul Armstrong
- Directeur de la photographie : G. W. Bitzer
- Cadreur : Karl Brown
- Type : muet
- Date de sortie : 1er juin 1914

## Distribution
- Donald Crisp : 'Bull' McGee
- F.A. Turner : Jim Joyce
- Robert Harron : Larry Joyce
- Blanche Sweet : May Joyce
- Mae Marsh : Jennie Joyce
- Owen Moore : Dr von Eiden
- Ralph Lewis : Le sénateur
- Tammany Young : L'homme de main de McGee
- Fay Tincher
- Walter Long